# Oświata w Belgii
Oświata w Belgii – szkolnictwo w Belgii odzwierciedla strukturę narodowo-językową państwa, w której istnieje podział na francuskojęzycznych Walonów, flamandzkojęzycznych Flamandów i mniejszość niemieckojęzyczną.
Każda z tych grup ma zapewniony autonomiczny system kształcenia. wspólnota flamandzka, wspólnota francuska i wspólnota niemieckojęzyczna posiadają niezależne władze oświatowe (w tym odrębnych ministrów Oświaty). Nadzór szkolny prowadzony jest przez inspektorów państwowych lub regionalnych, których zadaniem jest ocena realizacji państwowego minimum programowego oraz weryfikacja dyplomów nauczycielskich.

## Struktura szkolnictwa
Przedszkole (fr. école maternelle, niderl. kleuterschool) trzyletnie, nieobowiązkowe, dla dzieci od trzeciego do szóstego roku życia. Przedszkola związane są organizacyjnie ze szkołą podstawową.
Szkoła podstawowa (fr. école primaire, niderl. lagere school), trwająca sześć lat.
Szkoła średnia (fr. école secondaire, dawniej: humanités, niderl. middelbare school) daje do wyboru dwie drogi kształcenia: 
- kształcenie tradycyjne – dwa, kolejne trzyletnie cykle programowe, z podziałem na dwa typy szkół, dające przygotowanie do podjęcia studiów wyższych:
  - klasyczne
  - humanistyczne
- kształcenie odnowione – z podziałem na dwie specjalizacje umożliwiające:

a) otrzymanie wykształcenia ogólnego, technicznego lub artystycznego, co prowadzi do przygotowania kandydatów na studia wyższe lub podjęcia pracy zawodowej;
b) otrzymanie wykształcenia artystycznego, technicznego lub zawodowego, dające możliwość natychmiastowego podjęcia pracy lub kontynuacji nauki w szkole wyższej
Kształcenie odnowione dzieli się na trzy, dwuletnie cykle:
cykl obserwacji – z jednolitym programem ogólnokształcącym;
cykl orientacji – z możliwością wyboru specjalizacji dalszego kształcenia;
cykl determinacji – z programem ograniczonym do wybranych przez uczniów kierunków specjalizacji. Przygotowuje on do studiów wyższych lub doskonalenia zawodowego.
Obowiązek szkolny rozpoczyna się od 6 roku życia i trwa do:
15 roku życia, dla uczniów uczęszczających do placówek o pełnym wymiarze godzinowym;
18 roku życia dla młodzieży pracującej, uczęszczającej do szkoły wieczorowo.
Alfabetyzm w Belgii, czyli zdolność pisania i czytania powyżej 15 roku życia wynosi 98%.

## Szkolnictwo wyższe
Podzielone jest na:
- kolegia wyższego szkolnictwa zawodowego ukształtowane na wzór uniwersytecki;
- uniwersytety;

Kolegia zapewniają edukację opartą na wiedzy naukowej, natomiast uniwersytety na badaniach naukowych.
Kolegia oferują programy na wyższym poziomie zawodowym, obejmującym jeden cykl kształcenia, trwający 3-4 lata. Po ukończeniu kolegium studenci otrzymują stopień gegradueerde, po czym mogą podjąć roczne studia zaawansowane. 
Na uniwersytetach dostępne są tylko akademickie programy kształcenia. 
Po ukończeniu pierwszego cyklu, trwającego 2-3 lata, uzyskuje się stopień kandydata. Otrzymany dyplom nie jest końcowym, daje natomiast podstawy wiedzy do drugiego cyklu. Aby otrzymać stopień licencjata konieczne są dalsze studia trwające 2-3 lata, w niektórych przypadkach nawet 4. 
Większość programów drugiego cyklu zawiera końcowa dysertację prezentowaną na ostatnim roku studiów, która stanowi raport na temat uczestnictwa studenta w programie badawczym. Po zakończeniu drugiego cyklu można podjąć studia akademickie uzupełniające lub zaawansowane, trwające od roku do dwóch.
Trzeci cykl studiów może być prowadzony wyłącznie na uniwersytetach i prowadzi do doktoratu. Jego uzyskanie trwa minimum dwa lata od czasu ukończenia drugiego cyklu studiów i poprzedza go publiczna obrona pracy.

## Uniwersytety w Belgii
- Facultés Notre-Dame de la Paix (FUNDP)
- Facultés Universitaires Saint-Louis (FUSL)
- Katholieke Universiteit Leuven (K.U.Leuven)
- Universiteit Hasselt
- Université Catholique de Louvain (UCL)
- Université de Liège (ULg)
- Université de Mons-Hainaut
- Université Libre de Bruxelles (ULB)
- Universiteit Antwerpen (UA)
- Universiteit Gent (UG) (były Rijksuniversiteit Gent)
- Vrije Universiteit Brussel (VUB)